# Graecostasis
La Graecostasis fue una tribuna situada en el Comitium de Roma reservada a los asuntos diplomáticos. Desapareció hacia el siglo I a. C. Se encontraba cerca del Foro Romano, al oeste de los Rostra.

## Ubicación
La Graecostasis estaba situada en las proximidades, quizá en el interior, del Comitium, corazón político de la ciudad. Su ubicación correspondería a la zona ocupada hoy en día por la sección oriental del arco de Septimio Severo. Durante la República, la tribuna se encontraba en la proximidad inmediata de los Rostra, al oeste de estos últimos, sobre el lado sur del Comitium, frente a la Curia Hostilia. Ubicada en el extremo sudoeste del Comitium, la plataforma era el lugar señalado para todos los representantes de naciones extranjeras y dignatarios del dominio de la república y el imperio.

## Función
Entre los autores antiguos, solo Cicerón, Varrón, Plinio el Viejo y Julio Obsecuente la mencionan. Cicerón y Plinio la utilizaron como una referencia espacial para la localización de otros monumentos, en cambio Varrón precisa su función.

[...] inmediatamente a su derecha [de los Rostra], tras el Comitium, se encuentra un lugar con cimientos, donde se detenían los legados extranjeros que habían sido enviados ante el Senado; este lugar fue llamado Graecostasis, de hecho de una parte de su uso, como es a menudo el caso. El Senaculum está por encima del Graecostasis, donde se destacan hoy el templo de la Concordia y la basílica Opimia [...]
Varrón, La lengua latina, libro V, 155-156.

Se trata de un solo espacio conocido en Roma que está enteramente consagrado a los asuntos diplomáticos. Justo hasta el final de la República, la tribuna se utilizó como un punto de atención de los embajadores. El nombre se refiere a los embajadores griegos para quienes se construyó la plataforma, en origen, después de que la República romana conquistara Grecia; su nombre es una mezcla de griego («stasis», noción de tiempo) y de latín («graeco»). Los embajadores debían previamente solicitar una audiencia ante el Senado y hacerse registrar ante los cuestores del templo de Saturno. La posición tan próxima al Senaculum con vistas al Comitium y la Graecostasis debía permitir a los senadores conocer la naturaleza de la embajada antes de que fuera recibida en audiencia en la Curia·. La Graecostasis era, como señala Niebuhr, como asientos privilegiados en la sala de una asamblea parlamentaria. La Graecostasis parece haber estado destinada únicamente a los embajadores venidos del exterior del mundo romano, estando previstos otros lugares para la recepción de embajadas procedentes de provincias como las stationes municipiorum· de las que habla Plinio. Por otra parte, no podían ser embajadas de pueblos con los que Roma estuviera en guerra o a punto de serlo, pues estas embajadas se recibían fuera de los muros de Roma, no podían franquear el pomœrium·.
Los extranjeros visitantes no podían entrar en la Casa del Senado o en la Curia y en lugar de ello se les permitía estar en esta plataforma mientras esperaban encontrarse con senadores o para oír sus discursos en los Rostra al lado este. Aunque un erudito ha discutido esta interpretación y argumenta que pudo haber servido como plataforma para mirar por entretenimiento.
Cuando se veía el sol desde la Curia saliendo entre los Rostra y la Graecostasis, era mediodía; y un accensus del cónsul anunciaba el tiempo con una voz alta y clara.
Gran parte de la historia de la estructura ha resultado afectada de la misma manera que otros monumentos similares. Cuando los oradores en los Rostra miraban al norte hacia la Curia para hablar, la Graecostatsis estaba alineada a lo largo de un semicírculo que se creía que era la marca exterior del anfiteatro del Comitium eliminado cuando una moratoria contra el teatro permanente fue colocada en la ciudad. Se cree que esto pudo haber ocurrido por protestas incitadas por discursos políticos en los Rostra o una interpretación teatral política. 
Aunque se ha excavado la zona, la ubicación exacta sigue siendo poco clara. Varias capas de desechos en el Comitium muestran cambios constantes dentro de un pequeño período de tiempo que elevó el nivel del espacio y, consecuentemente con la ubicación de la plataforma. Muchos historiadores creen que los Rostra mantuvieron su ubicación en el Comitium durante varias restauraciones y construcciones puesto que la plataforma era un rasgo fijo de la política romana y tenía un estatus honrado y elevado, mientras que la Graecostasis se creía que era una simple estructura de madera. Se ha propuesto la teoría de que la fase final de la estructura fue construida de piedra y cemento y es visible en la capa superior justamente bajo el nivel del suelo actual cerca de los restos de los Rostra originales antes de ser trasladados por Julio César.
Debido en parte a una confusión sobre una estructura que recibe un nombre parecido y que quedaba cerca, y el uso romano de muchas tradiciones griegas la ubicación es objeto de debate; sin embargo, escrituras contemporáneas de la época distinguen dos estructuras separadas de las que el Graecostadium es una, pero más grande y un edificio arquitectónico completo. Su uso era el entrenamiento y el ejercicio y es el equivalente antiguo de un enorme y complicado gimnasio.

## Historia
La Graecostasis prácticamente no aparece en los textos antiguos y es difícil saber exactamente a cuándo se remonta su construcción. Este espacio reservado a los embajadores extranjeros no pudo construirse más que a partir de una época en la que Roma estuviera en contacto con suficientes potencias extranjeras para que la recepción de sus emisarios se convirtiera en problemática. La datación más antigua propuesta asociada a la Graecostasis con la concesión del hospitium publicum de los masaliotas, a comienzos del siglo IV a. C. La llegada de embajadores extranjeros en el interior de los muros de Roma podía suponer un problema religioso, de ahí que se creara un espacio especial y un protocolo de recepción. Para otros, se añadió a las estructuras del Comitium cuando se reestructuró y adoptó una forma circular, entre el fin del siglo IV a. C. y comienzos del siglo III a. C.
La Graecostasis está en cualquier caso acreditada en Roma hacia la mitad de la época republicana, en el curso del siglo III a. C., mientras Roma extendía su influencia sobre la península italiana y se encuentra en contacto directo y capaz de hacer frente a las grandes potencias del Mediterráno. En 304 a. C., el edil curul Cneo Flavio hizo erigir un edículo dedicado a la Concordia que Plinio el Viejo sitúa in Graecostasis, es decir, sobre la plataforma.
La tribuna es mencionada por Julio Obsecuente en su Prodigiorum Liber cuando alude a las maravillas que ocurrieron allí en los años 137, 130 y 124 a. C. Existía aún hacia mediados del siglo I a. C. dado que aparece en una carta que Cicerón envió a su hermano en 57 a. C.. En cambio, en la época de Plinio el Viejo, parece haber desaparecido, probablemente destruida en la remodelación del Foro y más particularmente de la zona en torno a la Curia Julia a final de la República. A diferencia de los Rostra que fueron desplazados, la Graecostasis no parece que fuese reconstruida, y se había convertido en inútil.
La ubicación original del Comitium era sobre una ladera de la colina Capitolina, más ancha debido a la depresión entre las dos cumbres de la colina y ubicada directamente en frente del Tabularium. Esta es la ubicación de una terraza donde las tres razas originales se encontraban en un campo neutral afuera de las fortificaciones de sus asentamientos individuales y tribus y proporcionaba la ubicación de los primeros edificios de gobierno mutuo. Cuando el río Tíber se inundaba, el agua podía cubrir el Foro y el Comitium paralizando todos los negocios durante días. Por esta razón muchos de los edificios originales fueron colocados en terreno superior, y el inferior se reservaba para asambleas, elecciones y espectáculos públicos, haciendo necesario que quedara libre de grandes obstrucciones permanentes. Se cree que tanto los Rostra originales como la Graecostasis eran justo estructuras no permanentes de ese tipo, siendo simplemente tribunales de madera simples, alzados, que podían ser montados, desmontados y trasladados cuando se necesitase.

## Descripción
La Graecostasis era una simple plataforma un poco más elevada que las estructuras que la rodeaban (locus substrucus), permitiendo a los embajadores supervisar las actividades políticas que se desarrollaban en el Comitium. A veces se confunde con los Rostra, parece que se trataba más bien de dos plataformas diferentes, separadas por el santuario del Volcanal.
Cerca de la Graecostasis y los Rostra había un santuario antiguo llamado el Volcanal, que junto al Lapis Niger representan las partes más antiguas del espacio del Comitium. El altar, originalmente un santuario dedicado al dios Vulcano, se convirtió en el primer suggestum o plataforma de oradores, de naturaleza similar a los Rostra y fue probablemente usado por vez primera para oraciones por los reyes de Roma. Los alrededores del Volcanal, los Rostra y la Graecostasis son también el lugar de varios monumentos históricos así como dos árboles que supuestamente fueron plantados por Rómulo. Un ciprés y un loto se alzaban cerca de estas estructuras; la edad y el tamaño de estos árboles eran tan enormes que se documentó que sus raíces habían comenzado a minar el terreno bajo el Foro de César.